# 26. december
26. december je 360. dan leta (361. v prestopnih letih) v gregorijanskem koledarju. Ostaja še 5 dni.

## Dogodki
- 1805 – Francija in Avstrija podpišeta bratislavski mir
- 1825 – pričetek vstaje dekabristov v Sankt-Peterburgu
- 1848 – Matija Majar v listu Slovenija predstavi načrt o preureditvi Habsburške monarhije v zvezno državo narodov
- 1939 – potres v Erzincanu (Turčija) terja 32.700 žrtev
- 1941 –
  - Winston Churchill nagovori ameriški kongres
  - ZDA, Združeno kraljestvo in Kitajska podpišejo sporazum o vojaškem sodelovanju
  - britansko-norveški napad na Vaagsö
- 1943 – potopitev nemške bojne ladje Scharnhorst
- 1944 –
  - začne se bitka za Budimpešto
  - pričetek nemškega umika iz Ardenov
- 1990 – uradno razglašeni rezultati plebiscita o samostojnosti in neodvisnosti Slovenije
- 2003 – potres poruši iransko mesto Bam, zahteva do 43.000 žrtev ter uniči antično utrdbo Arg-é Bam
- 2004 – potres, ki mu sledijo cunamiji, opustoši obale Indijskega oceana na Šrilanki, jugovzhodni Indiji, Indoneziji, Tajski, Maleziji, Maldivih in Mjanmarju

## Rojstva
- 1194 – Friderik II., rimsko-nemški cesar, sicilski kralj († 1250)
- 1249 – Edmund Almain, angleški plemič, 2. grof Cornwall († 1300)
- 1332 – Štefan Slavonski, madžarski princ, vojvoda Slavonije († 1354)
- 1536 – Ji Julgok, korejski filozof, konfucijanec († 1584)
- 1716 – Thomas Gray, angleški pesnik, zgodovinar († 1771)
- 1782 – Filaret iz Moskve, metropolit Moskve, ruski ortodoksni teolog († 1867)
- 1792 – Charles Babbage, angleški matematik, filozof († 1871)
- 1803 – Friedrich Reinhold Kreutzwald, estonski zdravnik, pesnik († 1882)
- 1825 – Janez Wolf, slovenski slikar († 1884)
- 1838 – Clemens Alexander Winkler, nemški kemik († 1904)
- 1891 – Henry Miller, ameriški pisatelj († 1980)
- 1893 – Mao Dzedung, kitajski voditelj († 1976)
- 1900 – Antoni Zygmund, poljsko-ameriški matematik († 1992)
- 1901 – Peter van de Kamp, nizozemsko-ameriški astronom († 1995)
- 1938 – Jon Voight, ameriški filmski igralec
- 1963 – Lars Ulrich, ameriški bobnar Metallice
- 1972 – Jared Leto, ameriški filmski igralec in pevec
- 1982 – Aksel Lund Svindal, norveški alpski smučar
- 1984 – Luka Cimprič, slovenski gledališki, televizijski, filmski igralec, voditelj
- 1992 – Jade Thirlwall, angleška pevka

## Smrti
- 418 – Zosim, papež (* 4. stoletje)
- 1236 – Kancler Filip, francoski filozof, teolog in pesnik (* 1160)
- 1302 – Valdemar Švedski, kralj (* 1239)
- 1331 – Filip I. Tarantski, knez Taranta, knez Ahaje (* 1278)
- 1360 – Thomas Holland, angleški plemič, 1. grof Kent, 2. baron Holland (* 1314)
- 1417 – Eleanora Aragonska, ciprska kraljica (* 1333)
- 1530 – Babur, indijski vojak, pesnik, zgodovinar, državnik (* 1483)
- 1624 – Simon Marij, nemški astronom (* 1573)
- 1771 – Claude Adrien Helvétius, francoski razsvetljenski filozof, enciklopedist (* 1715)
- 1867 – Jožef Košič, slovenski porabski pisatelj, pesnik, etnolog in katoliški župnik (* 1788)
- 1890 – Heinrich Schliemann, nemški arheolog (* 1822)
- 1909 – Frederic Sackrider Remington, ameriški slikar, kipar, ilustrator (* 1861)
- 1950 – James Stephens, irski pesnik, pisatelj (* 1880)
- 1960 – Tecuro Vacuji [Tetsuro Watsuji], japonski filozof in zen budist (* 1889)
- 1972 – Harry S. Truman, ameriški predsednik (* 1884)
- 1977 – Howard Hawks, ameriški filmski režiser (* 1896)
- 1989 – Ludvik Starič, slovenski motociklistični dirkač (* 1906)
- 2006 – Gerald Ford, ameriški predsednik (* 1913)
- 2020 – George Blake, rusko-angleški dvojni vohun (* 1922)

## Prazniki in obredi
- Slovenija – dan samostojnosti in enotnosti
- Štefanovo